# ما (مفهوم)
ما (باليابانية 間) هو مفهوم ياباني في مجال الفنون يعبّر عن الفراغ أو الفضاء السلبي. ويعطي الفراغ نفس أهمية العناصر الفنية الأخرى. يتجلى هذا المفهوم في مختلف مجالات الحياة اليابانية، من العمارة إلى الفنون التشكيلية والموسيقى والمسرح وفن تصميم الحدائق. جوهر مفهوم ما يكمن في نظرته الفريدة للفراغ والعدم، حيث ينظر إليهما كعناصر إيجابية وضرورية وليس مجرد غياب، وكذا اعتبار العدم كشيء كائن.

## معنىما
الكلمة اليابانية ( 間 - ما ) لها أكثر من معنى فهي تعني: المسافة، و الفضاء السلبي، التوقف المؤقت، الفاصل الزمني، والفراغ بين الأشياء.

## أهميةمافي الفنون اليابانية
يتجاوز ما كونه مجرد فكرة جمالية ليصبح جزءًا من الثقافة اليابانية، حيث يعتبر عنصرًا أساسيًا في الفنون والتصميم والعلاقات الاجتماعية وغيرها.
- حفل الشاي: أثناء مراسم تقديم الشاي اليابانية يساهم في التنسيق والتوازن بين العناصر والتنظيم الدقيق للأدوات.
- المسرح: حيث التوقف بين الكلمات وحركات الممثلين، فهذه الوقفات تساهم في إثارة التوتر والانشداد العاطفي.
- الموسيقى التقليدية: إذ يتجلى مفهوم ما في الصمت بين النوتات الموسيقية.
- الفنون القتالية: يعني المسافة الزمانية والمكانية بين المتحاربين. ويعتبر ما هنا هو المفهوم الحاسم لتحديد اللحظة الحاسمة للهجوم أو الدفاع.[2]

## مافي العلاقات الاجتماعية
يحضر مفهوم ما في العلاقات الاجتماعية اليابانية حيث يشير إلى المسافة الشخصية بين الناس ويدعو لتبني سلوكيات معينة لتفادي إحراج النفس أو الآخرين. وحيث أن ثقافة اليابان هي ثقافة اجتماعية تؤكد على أهمية الانتماء لمجموعة تم التمييز عندهم بين "أوتشي" أي الدائرة الضيقة من الأقرباء وبين "سوتو" أي الدائرة الأوسع من الأصدقاء والمعارف. ويتطلب التواصل مع هؤلاء الفريقين توازنًا دقيقًا، ويكون معنى ما في هذا السياق هو ضرورة الإهتمام بالمسافات الشخصية لخلق توازن عند التفاعل الاجتماعي مع الآخرين.

## الانتشار العالمي
في عام 1978، قدم المهندس المعماري الياباني أراتا إيسوزاكي معرضًا في باريس بعنوان "ما - الزمان - المكان في اليابان"، ليكون بمثابة نافذة تعرّف العالم الغربي على هذا المفهوم الفريد. استمر المعرض في التنقل حول العالم لعقدين تقريبًا، ناشرًا فكرة جديدة تمامًا عن العلاقة بين الزمان والمكان.

## أنظر أيضًا
- وابي سابي